# Obojnactwo rzekome
Obojnactwo rzekome (ang. pseudohermaphroditism) — dawne pojęcie kliniczne odnoszące się do organizmu, który urodził się z pierwotnymi cechami płciowymi jednej płci, lecz rozwija drugorzędowe cechy płciowe, które różnią się od tych, jakich można by oczekiwać na podstawie tkanki gonadalnej (jajniki lub jądra). Można je porównać z terminem obojnactwo prawdziwe, który określał stan, w którym u tej samej osoby występowały zarówno tkanka jądrowa, jak i jajnikowa. Słownictwo to wyszło z użycia ze względu na nieprawidłowe pojmowanie i pejoratywne skojarzenia związane z terminami, a także z powodu przejścia do nomenklatury opartej na genetyce.
Termin męskie obojnactwo rzekome używany był w przypadku obecności jąder, a termin żeńskie obojnactwo rzekome używany był w przypadku obecności jajników. Obojnactwo rzekome męskie nazywane też było androgynią.